# قبة المثلثات

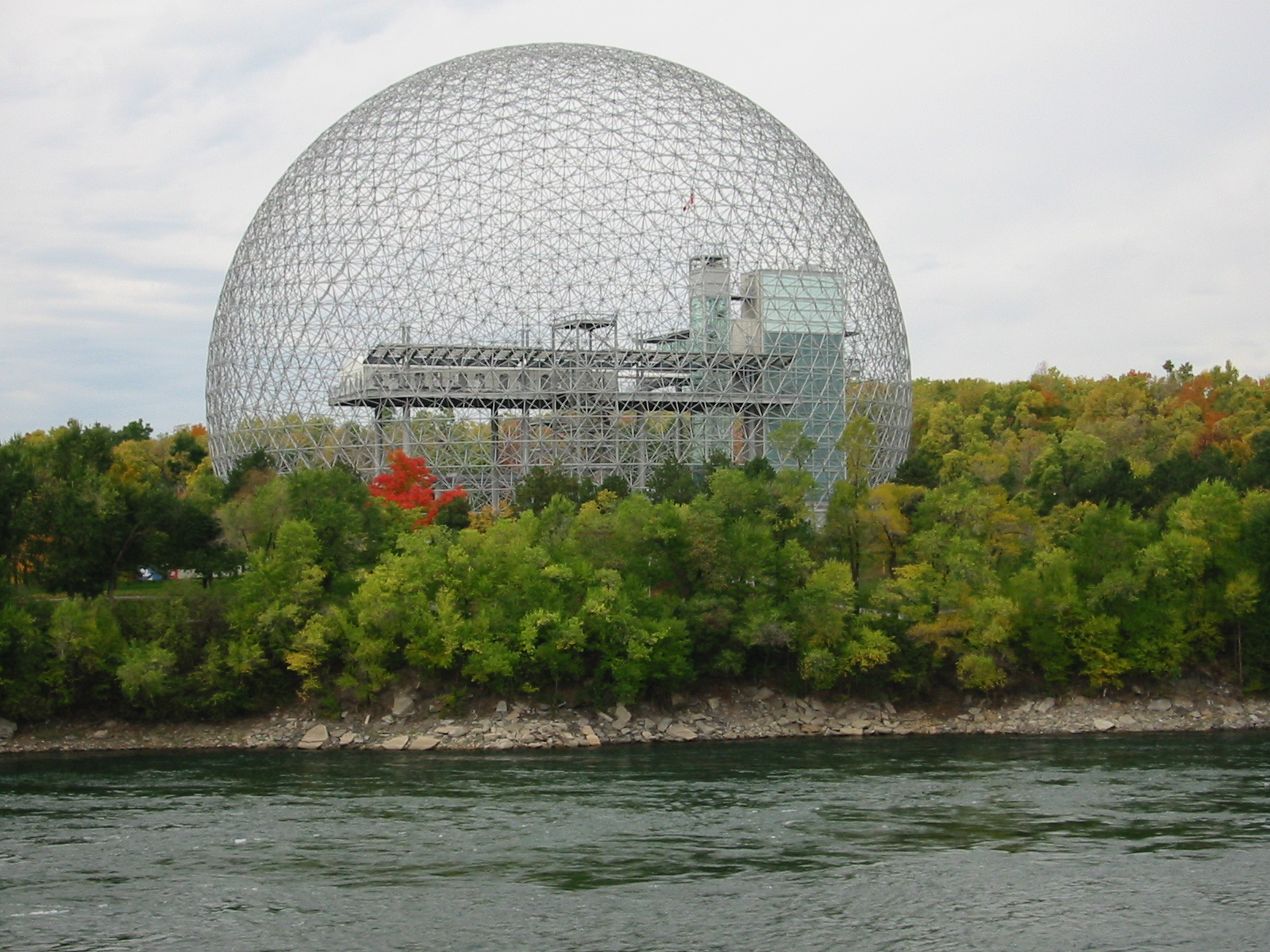
قبة متحف بايوسفير في مونتريال، كندا. أول قبة جيوديسية تم تنفيذها في العالم عام 1967.

قبة المثلثات (بالإنجليزية: Geodesic dome)‏ هي هيكل قشري خفيف ذات شكل كروي أو شبه كروي مبنية على أساس شبكة من الدوائر العظمى (المتقاصرة) على سطح كرة. تتشكل هذه القباب من القطاعات الحديدية التي تتعرض لقوى محورية أغلبها قوى الشد. وهي  النواة التي ظهرت على أساسها أعمال جديدة من المنشآت الفراغية. تتقاطع الخطوط المتقاصرة لتشكل عناصر مثلثة لها صلابة كما توزع الضغط أيضًا عبر الهيكل الإنشائي. ويكوّن التشكيل هذا النوع من القباب باستخدام الجمالونات متخذًا التشكيل الكروي للتكوين الفراغي.
يُشار بالذكر إلى أن أول تصميم لقبة متقاصرة قد تم على يد المعمار الأمريكي ريتشارد بوكمينستر فولر عام 1967 لقبة متحف بايوسفير في مونتريال، كندا. فقد لاحظ فولر أن المواد الإنشائية السائدة قد تتحمل الضغط، كما أنها تتسم بالثقل والحجم الكبير، ولكن القليل منها يتحمل الشد، لذا ركز على المواد التي تتحمل الشد والخفيفة الوزن ذات القطاعات الصغيرة وذلك ليمكنها احتمال قوى الالتواء والتقوس عند تعرضها لقوى الضغط.

## روابط خارجية
- فيديو يظهر طريقة إنشاء قبة جيوديسية